# 和田秀穂
和田 秀穂（わだ ひでほ、1886年（明治19年）1月2日 - 1972年（昭和47年）4月3日）は、日本の海軍軍人。最終階級は海軍中将。

## 経歴
鹿児島県出身。日本基督教会の牧師・和田秀豊の二男として生まれる。海城中学校を経て、1906年11月、海軍兵学校（34期）を卒業し、翌年12月に海軍少尉任官。海軍大学校乙種、同専修科を卒業し、｢高崎丸｣分隊長となる。「松江」航海長などを経て、「若宮丸」乗組として第一次世界大戦におけるドイツとの戦闘に従軍。イギリス・フランス出張、イタリア出張、「若宮」兼横須賀海軍航空隊教官などを経て、1919年12月、海軍大学校（甲種17期）を卒業した。
以後、横須賀鎮守府付（軍務局航空部）、海軍省軍務局第3課局員、霞ヶ浦航空隊副長、佐世保航空隊司令、横須賀航空隊司令、「鳳翔」・「赤城」の各艦長、横須賀鎮守府付、海軍航空廠飛行機部長などを歴任し、1932年12月、海軍少将に進級。霞ヶ浦航空隊司令、第一航空戦隊司令官、旅順要港部司令官などを歴任し、1936年12月、海軍中将に昇進。軍令部出仕を経て1937年12月に待命となり予備役に編入された。著書に『海軍航空史話』がある。

## 青島爆撃

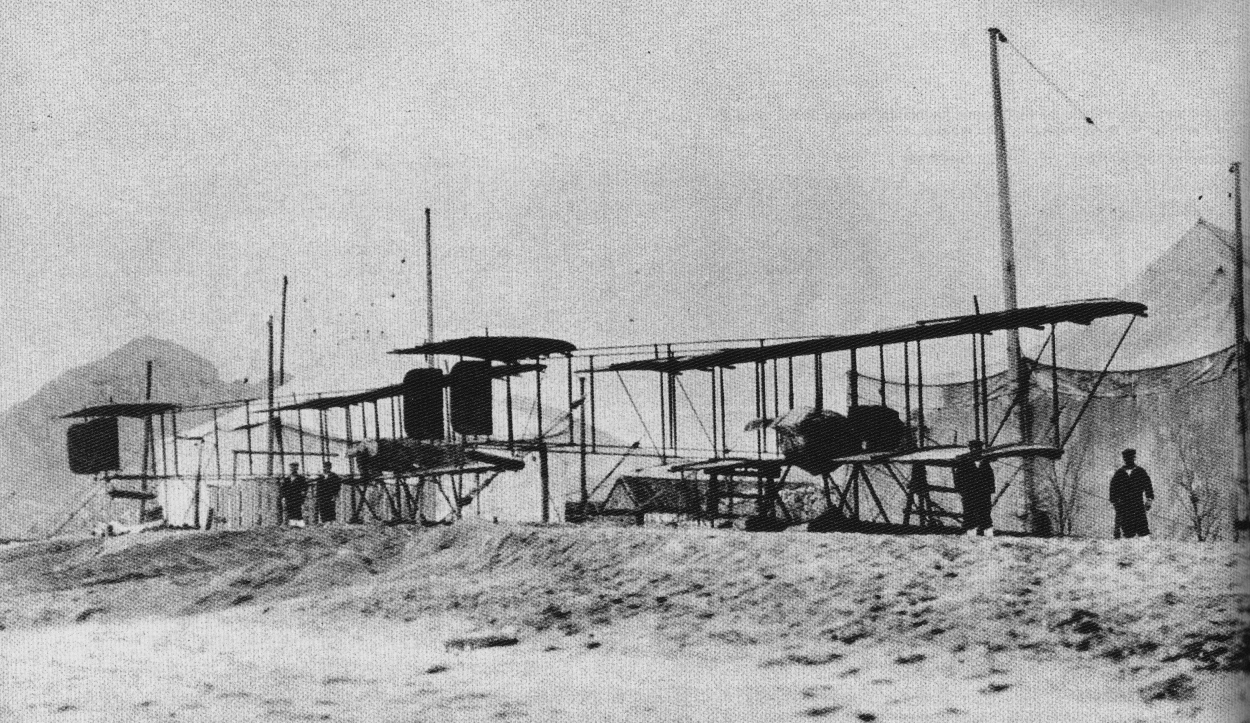
大日本帝国海軍の水上機母艦「若宮」所属の2機のモーリス・ファルマン水上機（青島、1914年）

1914年、海軍航空隊に所属していた和田は、フランス製モーリス・ファルマン水上機の操縦士として第一次世界大戦に参加している。搭乗したのは輸送船を改造した水上機母艦「若宮丸」で、70馬力（2人乗り）と100馬力（3人乗り）のファルマン機を各1機、解体した70馬力2機の計4機を搭載していた。
若宮は1914年8月23日に横浜を出港し、9月1日に膠州湾外に到着した。悪天候のため待機を余儀なくされ、ようやく5日に100馬力で3人乗りのファルマン機の操縦士として初出撃を行った。湾内には巡洋艦「カイゼリン・エリザベート」と駆逐艦「S90」、他小型砲艦を確認し、帰途で青島市の無電所を爆撃している。このとき、地上から激しい銃撃を受けてファルマン機の翼の小骨が折れ、翼布がはがれ始めたので、海面を這うように帰還した。
9月6日、青島要塞の偵察に出撃。イルチス砲台を爆撃し、付近の兵舎から白煙があがるのを視認している。16日前後から爆撃の主目標をS90に置いたが、最後まで一発も命中しなかった。一度、8サンチ爆弾10発をもって狙ったが急旋回され、そばにいた水雷敷設艇を撃沈したのみであった。
9、10月の二ヶ月間に49回の飛行を行い（1回約1時間半）、199発の爆弾（8サンチ、12サンチの二種）を投下した。そのうち命中したのは8発（無電所、発電所、兵舎、水雷敷設艇など）で、16発が不明となっている。11月23日、加藤定吉第二艦隊司令長官より感状を贈られている。
この爆撃は、機体に紐で吊った爆弾をその紐を切って落とす方法で行った。敵機に遭遇した場合は拳銃で撃墜するつもりであったという。一連の作戦行動は日本初の航空戦であった。

## 家族親族
- 父 和田秀豊（牧師）
- 兄 和田英作（画家）